# Joe Ralls
Joseph William Ralls, detto Joe (Aldershot, 13 ottobre 1993) è un calciatore inglese, centrocampista del Cardiff City.

## Caratteristiche tecniche
Centrocampista molto duttile, gioca solitamente come centrale, ma può essere impiegato anche come esterno sinistro e come terzino.

## Carriera

### Club
Ha esordito con la prima squadra del Cardiff City il 10 agosto 2011, nella partita di Coppa di Lega vinta contro l'Oxford United. Il 29 settembre firma il primo contratto professionistico con i Bluebirds, e due giorni dopo, a 17 anni, segna il primo gol con la squadra gallese, nella partita di campionato persa per 2-1 contro l'Hull City.
Il 15 agosto 2013 viene ceduto in prestito allo Yeovil Town, prima fino al gennaio seguente e in seguito prolungato fino al termine della stagione.
Tornato nel club gallese, si impone fin da subito come titolare, prolungando il proprio contratto prima fino al 2017, e poi fino al 2020.

### Nazionale
Nel 2012 ha giocato una partita con la nazionale inglese Under-19.

## Statistiche

### Presenze e reti nei club
Statistiche aggiornate al 20 gennaio 2018.
| Stagione            | Squadra             | Campionato          | Campionato | Campionato | Coppe nazionali | Coppe nazionali | Coppe nazionali | Coppe continentali | Coppe continentali | Coppe continentali | Altre coppe | Altre coppe | Altre coppe | Totale | Totale | Totale |
| Stagione            | Squadra             | Comp                | Pres       | Reti       | Comp            | Pres            | Reti            | Comp               | Pres               | Reti               | Comp        | Pres        | Reti        | Pres   | Reti   |        |
| ------------------- | ------------------- | ------------------- | ---------- | ---------- | --------------- | --------------- | --------------- | ------------------ | ------------------ | ------------------ | ----------- | ----------- | ----------- | ------ | ------ | ------ |
| 2011-2012           | Cardiff City        | FLC                 | 10         | 1          | FACup+CdL       | 0+4             | 0               | -                  | -                  | -                  | -           | -           | -           | 14     | 1      |        |
| 2012-2013           | Cardiff City        | FLC                 | 4          | 0          | FACup+CdL       | 1+1             | 0               | -                  | -                  | -                  | -           | -           | -           | 6      | 0      |        |
| 2013-2014           | Yeovil Town         | FLC                 | 37         | 3          | FACup+CdL       | 1+0             | 0               | -                  | -                  | -                  | -           | -           | -           | 38     | 3      |        |
| 2014-2015           | Cardiff City        | FLC                 | 28         | 2          | FACup+CdL       | 1+2             | 1+1             | -                  | -                  | -                  | -           | -           | -           | 31     | 4      |        |
| 2015-2016           | Cardiff City        | FLC                 | 43         | 1          | FACup+CdL       | 0+1             | 0               | -                  | -                  | -                  | -           | -           | -           | 44     | 1      |        |
| 2016-2017           | Cardiff City        | FLC                 | 42         | 6          | FACup+CdL       | 1+1             | 0               | -                  | -                  | -                  | -           | -           | -           | 44     | 6      |        |
| 2017-2018           | Cardiff City        | FLC                 | 27         | 7          | FACup+CdL       | 1+1             | 0               | -                  | -                  | -                  | -           | -           | -           | 29     | 7      |        |
| Totale Cardiff City | Totale Cardiff City | Totale Cardiff City | 154        | 17         |                 | 14              | 2               |                    | -                  | -                  |             | -           | -           | 168    | 19     |        |
| Totale carriera     | Totale carriera     | Totale carriera     | 191        | 20         |                 | 15              | 2               |                    | -                  | -                  |             | -           | -           | 206    | 22     |        |

## Palmarès

### Club

#### Competizioni nazionali
- Campionato inglese di seconda divisione: 1

Cardiff City: 2012-2013